# موسيقى كلاسيكية معاصرة

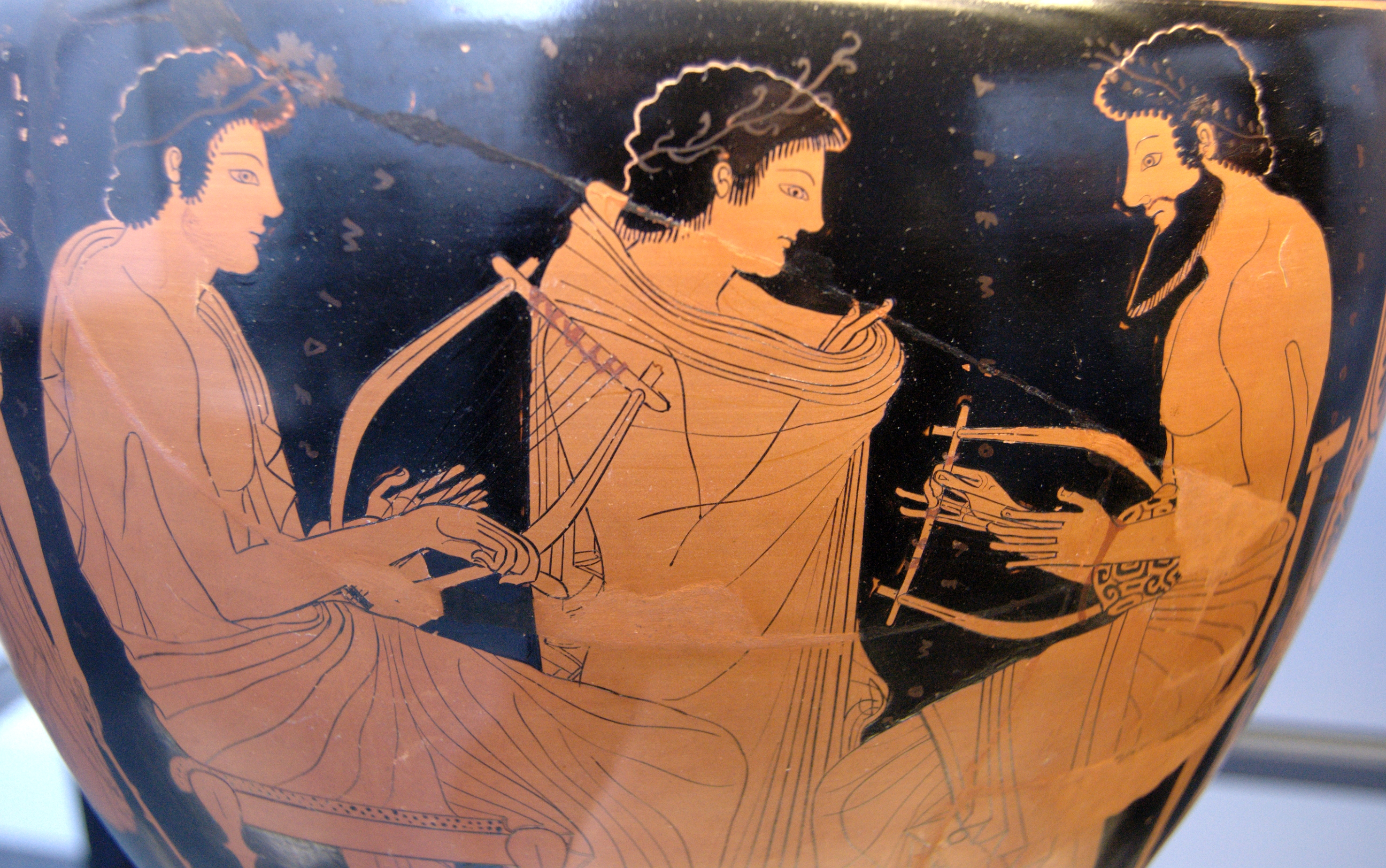

الموسيقى الكلاسيكية المعاصرة هي موسيقى كلاسيكية خاصة بيومنا هذا. في بداية القرن الحادي والعشرين، كانت تشير عمومًا إلى الأنماط الحديثة لموسيقى ما بعد النغمية بعد وفاة أنتون ويبيرن، واشتملت على موسيقى سيريالية (serial music) وموسيقى إلكترونية وموسيقى تجريبية وموسيقى تقليلية. تشتمل الأنماط الأحدث من الموسيقى على الموسيقى الشبحية وموسيقى ما بعد التقليلية.

## التسمية
يطلق تعبير الموسيقى المعاصرة على الموسيقى التي تؤلف في زمنها، وهو مصطلح ظهر في منتصف القرن العشرين ليعبر عن الموسيقى التي أولفت بعد الحرب العالمية الثانية، أي في النصف التانى من القرن العشرين. عادة يشير هذا المصطلح إلى الموسيقى غير التجارية التي تكتب لآلات الاوركسترا في إطار فنى جاد، وتدل على الريادة في تقنيات التأليف الموسيقى في الزمن التي أولفت فيه. 
يمكن القول أن الموسيقى الكلاسيكية كانت معاصرة في زمنها، أي في القرن الثامن عشر، وأن الموسيقى الرومانسية كانت معاصرة في زمن القرن التاسع عشر، وهكذا تعتبر الموسيقى التي تؤلف اليوم هي موسيقى معاصرة. وعادة لا ينطبق وصف موسيقى معاصرة على الموسيقى التي يزيد عمرها بين أربعة وخمسة عقود.
من أهم المؤلفين الموسيقيين العالميين الذين كتبوا موسيقى يعتبرها النقاد موسيقى معاصرة، المؤلف النمساوى ديتر كاوفمان والألمانى هلموت لاخينمان، وفي مصر يعتبر النقاد الأكاديميين، مؤلفات كل من المؤلف الموسيقى جمال عبد الرحيم ولطفي العبدلي نموذج جيد للموسيقى المصرية المعاصرة في بدايات القرن الواحد والعشرين.

## التاريخ

### الخلفية
في بداية القرن العشرين، كان مؤلّفو الموسيقى الكلاسيكية يؤدّون تجارب بلغة صوت متنافرة بصورة متزايدة، أسفرت في بعض الأحيان عن مقطوعات نغمية. بعد الحرب العالمية الأولى، كردّ فعل على ما اعتبروه إيماءات مبالغ بها على نحو متزايد ولاشكلانية الرومانسية المتأخرة، تبنّى بعض المؤلفين أسلوبًا نيوكلاسيكيًا، سعى إلى استعادة الأنماط المتوازنة والعمليات الموضوعية الملموسة بوضوح للأساليب القديمة (انظر أيضًا الموضوعية الجديدة والواقعية الاشتراكية). بعد الحرب العالمية الثانية، سعى المؤلفون الحداثيون إلى بلوغ مستوياتٍ أعلى من التحكم في عملية تأليف (على سبيل المثال عبر استخدام تقنية الإثني عشرة نغمة ولاحقًا السيريالية الشاملة). بالمقابل، في الوقت نفسه قام المؤلفون بتجارب بوسائل تتخلى عن التحكم، مستكشفين اللاتحديد أو العمليات العفوية بدرجات تكبر أو تصغر. أفضت التطورات التكنولوجية إلى ولادة الموسيقى الإلكترونية. ساهمت التجارب على أشرطة التسجيل والبنى المكررة في ظهور التقليلية. ومع ذلك بدأ مؤلفون آخرون استكشاف الإمكانيات المسرحية للأداء الموسيقي (فن الأداء وسائط متخلطة فلوكوس). تواصل إنتاج الأعمال الجديدة في الموسيقى الكلاسيكية المعاصرة. كل عام، قدّم معهد بوستون العالي في بيركلي 700 عرض. اشتملت الأعمال الجديدة في برنامج الموسيقى الكلاسيكية المعاصرة على ما يقارب 150 من هذه العروض.

### الفترة من 1945 إلى 1975
إلى حدّ ما، افترقت التقاليد الأمريكية والأوروبية بعد الحرب العالمية الثانية. كان بيير لويز ولويجي نونو وكارل هاينز شتوكهاوزين من بين المؤلفين الأكثر تأثيرًا في أوروبا. كان كل من الأول والأخير تلميذين لأوليفر ميسيان. كانت السيريالية فلسفة جمالية هامة إضافة إلى مجموعة من التقنيات التأليفية في ذلك الوقت (سُمّيت أيضًا «موسيقى مباشرة التنسيق» أو «الموسيقى الشاملة» أو «تنسيق النغمة الشامل»)، التي اتخذت من مؤلفات آرنولد شوينبيرغ وأنتون ويبيرن نقطة بداية لها (إلا أنها تعارضت مع موسيقى الإثني عشرة نغمة التقليدية)، وكانت مرتبطة على نحو وثيق بفكرة لو كوربسبيير عن المودولور. إلا أن بعض المؤلفين التقليديين مثل ديميتري شوستاكوفيتش وبنجامين بريتين حافظا على أسلوب نغمي في التأليف على الرغم من الحركة السيريالية البارزة.
في أمريكا، شكّل مؤلفون مثل ميلتون بابيت وجون كيج وإيليوت كارتر وهنري كويل وفيليب غلاس وستيف رايك وجورج روتشبيرغ وروجر سيشنز، أفكارهم الخاصة. مثّل بعض هؤلاء المؤلفين (كيج كويل غلاس رايك) منهجية جديدة في الموسيقى التجريبية، التي بدأت بوضع المفاهيم الأساسية في الموسيقى موضع تساؤل مثل التنويط والأداء والمدة والتكرار في حين ابتدع آخرون (رابيت روتشبيرغ سيشنز) مجالهم الخاص من سيريالية الإثني عشرة نغمة لشوينبيرغ.

## الحركات

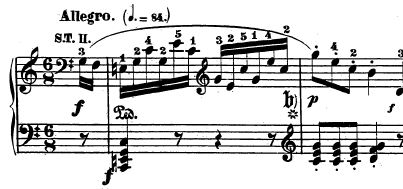
Op27 1 seg

### الحداثة
ما تزال العديد من الشخصيات الرئيسية في حركة الحداثة العالية على قيد الحياة، أو توفّوا مؤخرًا فقط. على الرغم من تراجعها في السوريثلث الأخير من القرن العشرين، بقي هناك في نهاية القرن العشرين نواة ناشطة من المؤلفين الذين واصلوا طرح أفكار وأنماط الحداثة، مثل بيير بوليز وبولين أوليفيروس وتورو تاكيميتسو وجورج بينيامين وجيكوب دروكمان وبريان فيرنيهوغ وجورج بيرلي وولفغانغ ريم وريتشارد فيرنيك وريتشارد ويلسون ورالف شابي.
السيريالية واحدة من أهم حركات ما بعد الحرب من بين المدارس الحداثية العالية. قاد السيريالية، بشكل أكثر تحديدًا سُمّيت السيريالية «المتكاملة» أو «المركّبة»، مؤلفون مثل بيير بوليز وبرونو ماديرنا ولويجي نونو وكارل هاينز شتوكهاوزين في أوروبا، وميلتون بابيت ودونالد مارتينو وماريو دافيدوفسكي وتشارلز وورينين في الولايات المتحدة الأمريكية. استَخدمت بعض مؤلفاتهم مجموعة منسقة أو عدة مجموعات منها، التي قد تكون أساس المؤلَّف بأكمله، في حين استخدم آخرون مجموعات «غير منسقة». يُستخدم التعبير عادةً في دوديكافوني أو تقنية الإثني عشرة نغمة، التي تُعدّ بالتناوب نموذجًا للسيريالية المتكاملة.
المؤلفون الحداثيون النشطون خلال هذه الفترة يشملون المؤلف الإسكتلندي جيمس ماكميلان (الذي اعتمد على مصادر متنوعة مثل موسيقى لعدد من الأصوات و'لاهوت التحرير' الجنوب أمريكي والأغاني الشعبية الاسكتلندية والتقنيات الطليعية البولندية في ستينيات القرن العشرين)، ومؤلفون فنلنديون إيركي سالمنهارا، هنريك أوتو دونر ومانيوس ليندبرغ والمؤلف الإيطالي فرانكو دوناتوني والمؤلف الإنجليزي جوناثان هارفي.